# Thể động
Một thể động là một cấu trúc protein dạng đĩa, được tìm thấy ở tâm động của một nhiễm sắc tử, thứ mà các vi ống gắn vào trong quá trình phân bào.

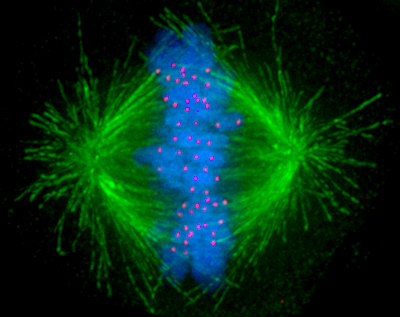
Hình ảnh tế bào của người cho thấy vi ống màu xanh lá, nhiễm sắc thể (DNA) màu xanh lam, và thể động màu hồng

Thể động là một cấu trúc protein trên nhiễm sắc tử nơi sợi thoi đính vào trong quá trình phân bào để kéo hai nhiễm sắc tử chị em ra khỏi nhau. Những protein của chúng giúp giữ các nhiễm sắc tử chị em lại với nhau và cũng đóng một vai trò trong việc chỉnh sửa nhiễm sắc thể.
Thể động xuất hiện tại sinh vật nhân thực, lắp ráp lắp ráp tại tâm động và liên kết nhiễm sắc thể với các polymer vi ống từ thoi gián phân trong giảm phân và nguyên phân.
Các sinh vật đơn tâm, bao gồm động vật có xương sống, nấm và hầu hết thực vật, có một vùng đơn tâm duy nhất trên mỗi nhiễm sắc thể, có nhiệm vụ lắp ráp một thể động. Các sinh vật đa tâm, ví dụ như các loài giun tròn và một số thực vật, lắp ráp một thể động dọc theo toàn bộ chiều dài của một nhiễm sắc thể.
- một thể động bên trong, được liên kết chắt chẽ với DNA tâm động, lắp ráp trong một hình thức chuyên biệt của chất nhiễm sắc, bền vững xuyên suốt chu kỳ tế bào;
- một thể động bên ngoài, thứ tương tác với các vi ống; thể động bên ngoài là một cấu trúc rất năng động, với nhiều thành phần giống như nhau, thứ chỉ được lắp ráp và hoạt động trong quá trình phân bào.